# Aframomum corrorima
Aframome d'Éthiopie, kororima
Espèce
Synonymes
- Aframomum korarima (C.Pereira) Engl.[1]
- Aframomum usambarense Lock[1]
- Amomum corrorima A.Braun[2] [1]
- Amomum korarima C.Pereira[1]

Statut de conservation UICN

 LC  : Préoccupation mineure
Aframomum corrorima, la kororima ou Aframome d'Éthiopie, est une espèce de plantes herbacées de la famille des Zingibéracées. Ses graines constituent une épice proche de la maniguette, parfois assimilée à la cardamome. Elle est principalement cultivée en Éthiopie et en Érythrée, où elle occupe une place importante en cuisine, et entre notamment dans la composition du bérbéré, un mélange d'épices aux usages multiples.

## Dénominations
La plante et l'épice qui en est tirée sont connus sous les noms communs de kororima, Aframome d'Étiopie, cardamome korarima, cardamome muscade, (fausse) cardamome d'Éthiopie (ou d'Abyssinie), maniguette d'Éthiopie.

## Aire de répartition
L'Aframome d'Éthiopie pousse en Afrique de l'Est le long de la vallée du Grand Rift. Son aire de répartition s'étend des hautes terres de l'ouest de l'Éthiopie jusqu'en Ouganda, à l'est de la République démocratique du Congo et au Burundi. L'espèce n'a pas été signalée au Rwanda, mais devrait y être présente, et elle serait également attestée sur le plateau d'Aloma au Soudan du Sud. Il existe aussi des sous-populations aberrantes dans la forêt de Kakamega à l'ouest du Kenya (où elle pourrait avoir été introduite par l'homme), ainsi que dans les monts Usambara au nord-est de la Tanzanie (traitée auparavant comme une espèce distincte, Afromomum usambarense).

## Usages
La plante est cultivée pour ses graines qui sont largement utilisées dans les cuisines éthiopienne et érythréenne. Elle n'a été commercialisée internationalement que vers l'est du monde musulman. Il est possible, mais pas sûr, que Avicenne l'ait citée  ,.